# Lethiscus stocki
Lethiscus stocki — викопний вид примітивних земноводних ряду Аістоподи (Aistopoda). Вузькоспеціалізована змієподібна амфібія, що існувала у кам'яновугільному періоду (343—336 млн років). Скам'янілі рештки виду знайдені у Шотландії.